# Francisco Lindor
Francisco Miguel Lindor (ur. 14 listopada 1993) – portorykański baseballista występujący na pozycji łącznika w New York Mets.

## Przebieg kariery

### Minor League Baseball
W czerwcu 2011 został wybrany w pierwszej rundzie draftu z numerem ósmym przez Cleveland Indians. Występy w organizacji rozpoczął na poziomie Class A Short Season w Mahoning Valley Scrappers, a w 2012 grał w Lake County Captains (Class A). Jako zawodnik tego klubu, reprezentował drużynę reszty świata w All-Star Futures Game. 
Sezon 2013 rozpoczął od występów w Carolina Mudcats (Class A Advanced), a 15 lipca 2013 został przesunięty do Akron RubberDucks (Double-A). Po rozegraniu 109 meczów w Aeros, 21 lipca 2014 dołączył do składu Columbus Clippers (poziom Triple-A). Początek sezonu 2015 spędził w Columbus Clippers.

### Cleveland Indians
14 czerwca 2015 został przesunięty do 40-osobowego składu Cleveland Indians i tego samego dnia zadebiutował w Major League Baseball w meczu przeciwko jako pinch hitter, w którym zaliczył single'a. Dziesięć dni później w spotkaniu z Tigers zdobył pierwszego home runa w MLB. We wrześniu 2015 uzyskał średnią 0,362, zdobył 5 home runów, zaliczył 20 RBI i został wybrany najlepszym debiutantem miesiąca w American League. W głosowaniu do nagrody AL Rookie of the Year Award zajął 2. miejsce za Carlosem Correą z Houston Astros.
W lipcu 2016 po raz pierwszy otrzymał powołanie do AL All-Star Team, a także został po raz pierwszy w swojej karierze wyróżniony spośród łączników, otrzymując Złotą Rękawicę. 5 kwietnia 2017 w wyjazdowym meczu przeciwko Texas Rangers w pierwszej połowie dziewiątej zmiany zdobył pierwszego grand slama w MLB, co dało prowadzenie i ostatecznie zwycięstwo drużynie Indians 9–6.
W sezonie 2017 został wyróżniony spośród łączników, otrzymując po raz pierwszy w swojej karierze Silver Slugger Award.

### New York Mets
1 kwietnia 2021 Lindor podpisał 10-letni kontrakt z New York Mets.

## Nagrody i wyróżnienia
| Nagroda/wyróżnienie     | Lata                   | Źródło       |
| 4× All-Star             | 2016, 2017, 2018, 2019 | [ 1 ] [ 11 ] |
| 2× Gold Glove Award     | 2016, 2019             | [ 1 ] [ 12 ] |
| 2× Silver Slugger Award | 2017, 2018             | [ 1 ] [ 14 ] |